# Rayo Majadahonda
Rayo Majadahonda is een Spaanse voetbalclub. Thuisstadion is het Cerro del Espino in Majadahonda wat het deelt met het tweede en derde team van Atlético Madrid. Het team speelde tijdens het seizoen 2018/19 eenmalig in de Segunda División A, maar keerde na een 19de plaats in de eindrangschikking vanaf het seizoen 2019/20 weer terug naar de Segunda División B.

## Historie
Rayo Majadahonda debuteert in 1987 in de Tercera División waar het op zeven seizoenen na altijd heeft gespeeld. In de seizoenen 1997/98 en 2003/04 speelde het telkens een seizoen in de Segunda División B om gelijk weer te degraderen via respectievelijk een 18e en 20e plaats. In de Tercera División presteert het altijd wisselvallend: het ene seizoen draait het bovenin mee om een seizoen later tegen degradatie te vechten.  Sinds seizoen 2015/2016 speelde het een meer prominente rol in de Segunda División B.
Tijdens het seizoen 2017/18 zou de ploeg voor het eerste keer kampioen worden in de Segunda División B. FC Cartagena, kampioen van groep IV, werd geloot als tegenstander in de play off van de kampioenen.  De heenwedstrijd ging met 2-1 verloren in Cartagena, maar de thuiswedstrijd werd dankzij een own doelpunt van Cartagena in de allerlaatste minuut van de toegevoegde tijd gewonnen met 1-0. Dit hield in dat Rayo vanaf seizoen 2018/19 voor de eerste keer in haar geschiedenis op het niveau van Segunda División A aantrad.  Het verblijf zou van korte duur zijn, want het behoud kon niet bereikt worden en zo keerde de ploeg terug naar Segunda División B.  Tijdens het overgangsjaar van de Segunda B 2020/21 kon de ploeg een plaats op het nieuwe derde niveau van het Spaanse voetbal, de Primera División RFEF, afdwingen.  Tijdens het eerste seizoen in deze nieuwe competitie eindigde de ploeg vierde, wat een deelname in de eindronde opbracht.  Tijdens de eerste ronde bleek Albacete Balompié echter met 2-1 te sterk te zijn.

## Erelijst
- Segunda División B: 2017/18
- Tercera División: 1995/96, 1996/97 en 2000/01.

## Bekende (ex-)spelers
- Dani García
- Robert Gehring
- Marcos Llorente
- Christian Santos